# Залог (Крань)
Залог (словен. Zalog) — поселення в общині Крань, Горенський регіон, Словенія. Висота над рівнем моря: 525 м.